# 长萼鹿角藤
长萼鹿角藤（学名：Chonemorpha megacalyx）是夹竹桃科鹿角藤属的植物。分布在老挝以及中国大陆的云南等地，生长于海拔900米至1,500米的地区，多生长在山坡、山地林边及沟谷向阳处，目前尚未由人工引种栽培。

## 别名
藤仲、土杜仲、大杜仲、金丝杜仲、银丝杜仲（云南）